# 尋歡洞

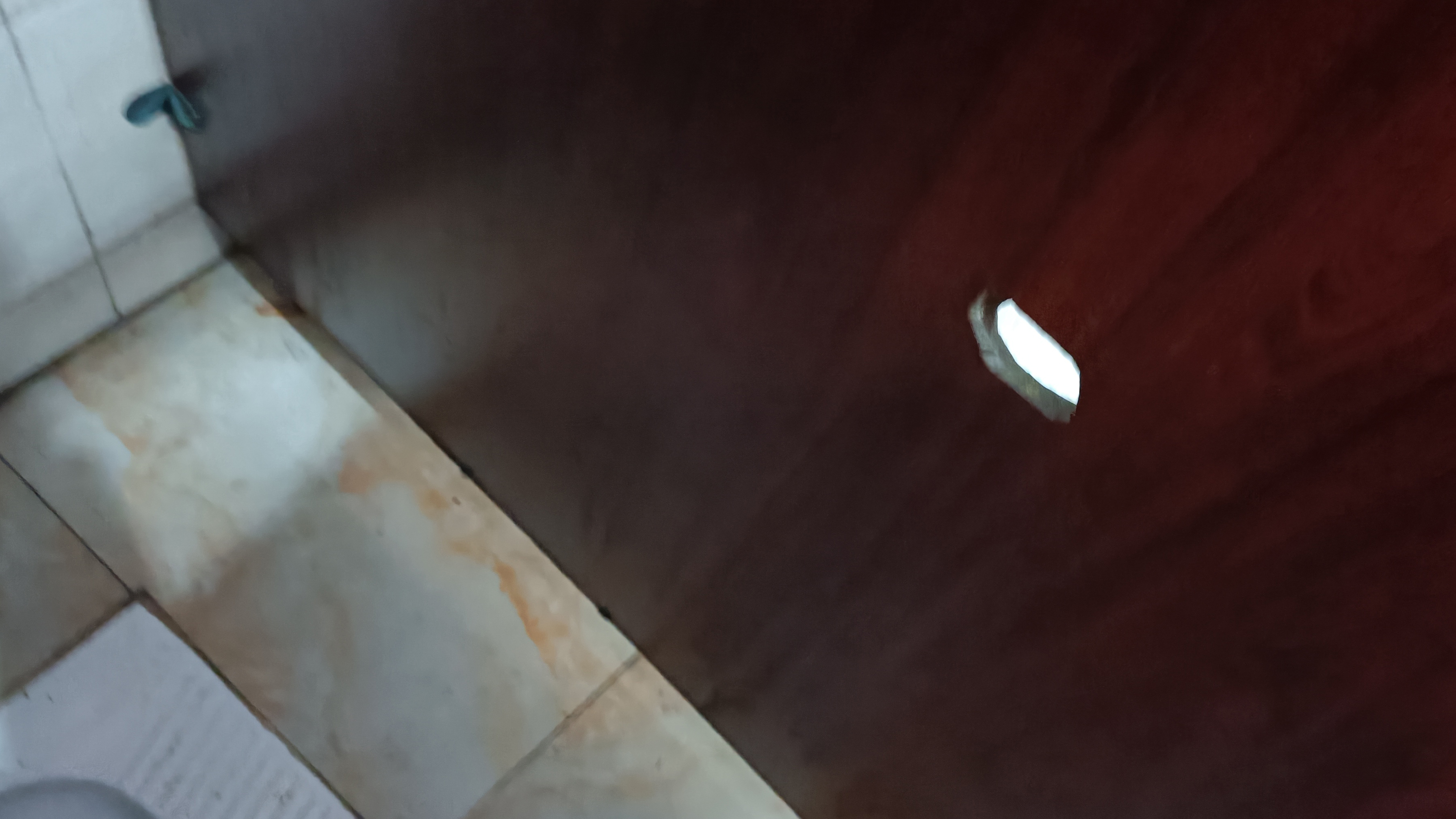
成都一处尋歡洞

尋歡洞，又称鳥洞、喇叭洞，英语称为“荣耀洞”（英语：Glory hole）是用來描述一種特殊的性行為。起源于男同性恋早期压抑的性行为，因此在歐美國家的男厕所可以見到，甚至在某些亞洲國家也可見到。透過隔離的木板或牆壁，中間弄個洞，雙方便可以開始魚水之歡，非常隱密又簡便。更特別的是，在性交時皆看不到對方，是透過洞來辦事。

## 做法
先把陰莖插入洞中，接下來隔壁的人便可對其進行性行為。可以是手交、口交、陰道交或肛交等性行為，因為無法看到雙方，無形之中更增加了性交的快感。

## 外部連結
- Urban Dictionary上的寻欢洞（glory hole）介绍（英文） （页面存档备份，存于）